# Conus acutangulus
Conus acutangulus е вид охлюв от семейство Conidae. Възникнал е преди около 0,0117 млн. години по времето на периода кватернер. Видът не е застрашен от изчезване.

## Разпространение и местообитание
Разпространен е в Австралия (Западна Австралия, Куинсланд и Северна територия), Американска Самоа, Бангладеш, Британска индоокеанска територия, Бруней, Вануату, Виетнам, Гуам, Египет (Синайски полуостров), Източен Тимор, Индия, Индонезия, Иран, Камбоджа, Кения, Кирибати, Китай (Гуандун, Джъдзян, Дзянсу и Фудзиен), Кокосови острови, Коморски острови, Мавриций, Мадагаскар, Майот, Макао, Малайзия, Малдиви, Малки далечни острови на САЩ (Атол Джонстън, Лайн, Остров Бейкър и Хауленд), Маршалови острови, Мианмар, Микронезия, Мозамбик, Науру, Ниуе, Нова Каледония, Обединени арабски емирства, Оман, Остров Рождество, Пакистан, Палау, Папуа Нова Гвинея, Провинции в КНР, Реюнион, Самоа, Саудитска Арабия, САЩ (Хавайски острови), Северна Корея, Северни Мариански острови, Сейшели, Сингапур, Соломонови острови, Сомалия, Судан, Тайван, Тайланд, Танзания, Токелау, Тонга, Тувалу, Фиджи, Филипини, Френска Полинезия, Хонконг, Шри Ланка, Южен Йемен, Южна Корея и Япония (Кюшу и Шикоку).
Обитава пясъчните дъна на морета. Среща се на дълбочина от 25 до 183 m, при температура на водата от 15,7 до 27,8 °C и соленост 34,3 – 35,6 ‰.